# Rivière au Vison
Rivière au Vison är ett vattendrag i Kanada.   Det ligger i provinsen Québec, i den sydöstra delen av landet, 400 km norr om huvudstaden Ottawa. Rivière au Vison ligger vid sjön Lac Bruno.
I omgivningarna runt Rivière au Vison växer i huvudsak blandskog. Trakten runt Rivière au Vison är nära nog obefolkad, med mindre än två invånare per kvadratkilometer.